# Campeonato Mundial de Meia Maratona de 2000
O 9º Campeonato Mundial de Meia Maratona foi realizado em 12 de novembro de 2000 na cidade de Veracruz, México. Um total de 182 atletas, 121 homens e 61 mulheres, de 52 países, participaram.

## Resultados

### Corrida Masculina

#### Individual
| Posição | Competidor           | Nacionalidade | Tempo   |
| ------- | -------------------- | ------------- | ------- |
| 1       | Paul Tergat          | KEN           | 1:03:47 |
| 2       | Phaustin Baha Sulle  | TAN           | 1:03:48 |
| 3       | Tesfaye Jifar        | ETH           | 1:03:50 |
| 4       | Joseph Kimani        | KEN           | 1:03:52 |
| 5       | David Ruto           | KEN           | 1:03:59 |
| 6       | John Gwako           | KEN           | 1:04:16 |
| 7       | Amnaay Zebedayo Bayo | TAN           | 1:04:25 |
| 8       | Oscar Fernández      | ESP           | 1:04:25 |
| 9       | Marco Mazza          | ITA           | 1:04:26 |
| 10      | Noureddine Betim     | ALG           | 1:04:40 |
| 11      | Toshiyuki Hayata     | JPN           | 1:04:55 |
| 12      | Seid Ibrahim         | ETH           | 1:05:19 |
| 13      | Faustino Reynoso     | MEX           | 1:05:34 |
| 14      | Gemechu Kebede       | ETH           | 1:05:36 |
| 15      | Koen Allaert         | BEL           | 1:05:41 |

#### Equipas
| Posição | País    | Competidores                                                 |
| ------- | ------- | ------------------------------------------------------------ |
| 1       | Quênia  | Paul Tergat (1º) Joseph Kimani (4º) David Ruto (5º)          |
| 2       | Etiópia | Tesfaye Jifar (3º) Seid Ibrahim (12º) Gemechu Kebede (14º)   |
| 3       | Bélgica | Koen Allaert (15º) Guy Fays (21º) Christiano Nemeth (24º)    |
| 4       | Japão   | Toshiyuki Hayata (11º) Satoshi Irifune (18º) Jun Shida (38º) |
| 5       | Itália  | Marco Mazza (9º) Migidio Bourifa (32º) Daniele Caimmi (36º)  |

### Corrida Feminina

#### Individual
| Posição | Competidora            | Nacionalidade | Tempo   |
| ------- | ---------------------- | ------------- | ------- |
| 1       | Paula Radcliffe        | GBR           | 1:09:07 |
| 2       | Susan Chepkemei        | KEN           | 1:09:40 |
| 3       | Lidia Slavuteanu-Simon | ROM           | 1:10:24 |
| 4       | Mizuki Noguchi         | JPN           | 1:11:11 |
| 5       | Pamela Chepchumba      | KEN           | 1:11:33 |
| 6       | Mihaela Botezan        | ROM           | 1:11:52 |
| 7       | Cristina Pomacu        | ROM           | 1:12:06 |
| 8       | Yukiko Okamoto         | JPN           | 1:12:20 |
| 9       | Yasuko Hashimoto       | JPN           | 1:12:54 |
| 10      | Milena Glusac          | USA           | 1:13:53 |
| 11      | Lydia Grigoryeva       | RUS           | 1:14:26 |
| 12      | Stine Larsen           | NOR           | 1:14:39 |
| 13      | Galina Aleksandrova    | RUS           | 1:15:02 |
| 14      | Selma Cândida dos Reis | BRA           | 1:15:16 |
| 15      | Wilma van Onna         | NED           | 1:15:17 |

#### Equipas
| Posição | País           | Competidoras                                                             |
| ------- | -------------- | ------------------------------------------------------------------------ |
| 1       | Romênia        | Lidia Slavuteanu-Simon (3ª) Mihaela Botezan (6ª) Cristina Pomacu (7ª)    |
| 2       | Japão          | Mizuki Noguchi (4ª) Yukiko Okamoto (8ª) Yasuko Hashimoto (9ª)            |
| 3       | Rússia         | Lydia Grigoryeva (11ª) Galina Aleksandrova (13ª) Zinaida Semyonova (22ª) |
| 4       | Etiópia        | Aster Bacha (17ª) Abeba Tolla (20ª) Meseret Kotu (27ª)                   |
| 5       | Estados Unidos | Milena Glusac (10ª) Kristin Beaney (23ª) Shelly Steely (35ª)             |